# Ungureni (okręg Vrancea)
Ungureni – wieś w Rumunii, w okręgu Vrancea, w gminie Nistorești. W 2011 roku liczyła 184
mieszkańców